# Portabilidade numérica
A portabilidade numérica, regulamentada pela Anatel (Agência Nacional de Telecomunicações), é a liberdade para mudar de operadora fixa ou móvel mantendo o número telefônico. Com a portabilidade numérica, o número permanecerá o mesmo, independente da quantidade de vezes que uma pessoa, física ou jurídica, decidir pela troca duma operadora para outra.
Existe basicamente três situações aplicáveis a portabilidade numérica:
1. Portabilidade de prestadora de serviço (fixo ou móvel): quando os clientes têm o direito de manter o número telefônico ao trocar de provedor de serviço local, móvel ou fixo;
2. Portabilidade geográfica: quando os clientes têm o direito de manter o número telefônico, como no caso de mudança de endereço;
3. Portabilidade de serviço: quando os clientes têm o direito de manter o número telefônico, inclusive na troca de serviços.

Até a implantação da portabilidade numérica era muito simples identificar a qual Prestadora/Operadora estava vinculado qualquer número fixo ou móvel. Tal identificação se dava através dos números iniciais do terminal (prefixo). Após a data de 19 de março de 2007 que se refere a Resolução da Anatel nº 460, publicada em 21 de março de 2007, que aprovou o Regulamento Geral de Portabilidade – RGP, a forma de identificação da operadora de um determinado número apenas observando seus dígitos iniciais foi obrigatoriamente condicionada em substituição a simples visualização do prefixo por um sinal sonoro emitido entre a discagem do número e o completamento da chamada, ou seja: o soar do referido sinal indica que a chamada é intra-rede (chamada entre números vinculados a mesma Operadora) e a ausência do soar do referido sinal indica o contrário (chamada entre números não vinculados a mesma Operadora). Cabe ressaltar que tal recurso sonoro implementado de  identificação para efeito tarifário ocorreu apenas na telefonia móvel. A telefonia fixa ficou esquecida quanto a esta, no mínimo obrigatória implementação. Alternativamente, surgiram canais para consulta como, por exemplo o sítio da ABR Telecom - Associação Brasileira de Recursos em Telecomunicações.

## Portabilidade numérica na telefonia fixa
Na telefonia fixa, clientes podem mudar de operadora e manter o mesmo número telefônico em duas situações: quando permanecem no mesmo endereço ou quando mudam de endereço, desde que o novo esteja dentro da mesma área de registro. De modo geral, uma área de registro consiste em uma série de localidades dentro dos limites de um município ou região metropolitana. Outra situação que permite a manutenção do número sem troca da operadora quando há mudança de endereço dentro da área local ou área de registro.

## Portabilidade numérica na telefonia móvel
Na telefonia móvel, clientes podem mudar de operadora e manter o mesmo número dentro da mesma área de registro (código DDD), que engloba várias áreas locais. Ainda é possível manter o número quando ocorrer troca de plano de serviço. Neste sentido, não importa se haverá migração de um plano pré-pago para um pós-pago, ou vice-versa, nem quando muda de um plano pré ou pós para outro pré ou pós de outra operadora. Toda e qualquer portabilidade numérica deve ser realizada através da pessoa titular do contrato do número à ser portado.

## Histórico da portabilidade numérica no Brasil
O processo de implementação da portabilidade teve início com a consulta pública 734, de 28 de setembro de 2006. Durante os 63 dias de duração da consulta pública a Anatel coletou quase mil contribuições da sociedade, sendo 180 de usuários individuais, e realizou cinco audiências públicas em diferentes capitais, as duas últimas em São Paulo (30 e 31 de outubro).A portabilidade foi aprovada no dia 7 de março de 2007 pela Anatel.
O modelo de portabilidade nacional previa que a entidade administradora – a ABR Telecom – gerenciaria todo o processo de realização da portabilidade e, através da Base de Dados Nacional de Referência (BDR), atualizaria a Base de Dados Operacional (BDO) das operadoras. Essa base de dados (BDO) seria utilizada no correto encaminhamento das chamadas, indiferentemente da prestadora a que o número pertença. O fornecedor da solução tecnológica foi a Cleartech.
Em pouco mais de sete anos, 30,4 milhões de migrações foram efetivadas no país. São Paulo lidera com 31,3% do total, seguido por Rio de Janeiro (11,7%) e Paraná (8,2%). Só no ano de 2015, mais de 4 milhões de consumidores trocaram de operadora de telefonia móvel e fixa no Brasil, sendo telefonia fix 1,5 milhão (36%), enquanto os usuários de telefones móveis responderam por 2,63 milhões (64%).

## Portabilidade numérica no mundo
Enquanto o Brasil ensaia os primeiros passos para implementar a portabilidade numérica, habitantes dos Estados Unidos, Singapura, França e Suécia, por exemplo, podem trocar de operadora sem perder o número desde a metade da década passada.
No entanto, a maneira como a portabilidade é implementada em cada país e o impacto que ela traz para usuários e prestadoras varia bastante. Na maioria deles, a possibilidade de troca de operadora acontece primeiro para telefones fixos e, só depois, para móveis.
É o caso dos EUA, por exemplo, que só a implementou para telefones móveis quatro anos depois de o processo ter sido concluído na fixa (1999). O mesmo modelo foi adotado em países como Japão (2001), Alemanha (1998), Portugal (2001) e Suíça (1999).
Segundo Eduardo Tude, analista de telecomunicações, adotar a portabilidade para telefonia fixa antes da móvel é uma questão histórica e mercadológica. "Em 1999, por exemplo, o mercado de celulares ainda era pequeno se comparado ao de telefones fixos. Assim, era mais vantajoso para as operadoras investir na portabilidade para telefonia fixa".
Já países que estão adotando a prática a partir de 2000, época em que os celulares passaram a ser tão ou mais importantes que os dispositivos fixos, é comum implementar a portabilidade para ambos os serviços, como é o caso do Brasil, Nova Zelândia (2007), Eslováquia (2004) e Áustria (2004).
Mesmo a adoção sendo feita simultaneamente, os usuários só poderiam manter o número e mudar para operadoras que oferecem o mesmo serviço – ou seja, trocar de fixo para fixo e de móvel para móvel.

## Portabilidade de dados na internet
Em julho de 2018, gigantes de tecnologia incluindo Microsoft, Google, Facebook e Twitter promoveram o projeto Data Transfer Project para fazer a portabilidade de dados entre usuários de internet. A tecnologia dispensaria a criação de um novo perfil em diversos sites de internet e possibilitaria que usuários trocassem de serviços de internet com facilidade.